# Spider Loc
Spider Loc, de son vrai nom Curtis Novell Williams, né le 21 janvier 1979 à Compton, en Californie, est un rappeur américain. Il n'hésite pas à se mêler des beefs concernant 50 Cent, et s'attaque même physiquement à des rappeurs qui parlent mal de son entourage. Yukmouth en a fait les frais dans une boîte de nuit à Las Vegas en 2005.

## Biographie
Curtis est né le 21 janvier 1979 à Compton, en Californie. Il devient membre du gang des Crips, comme Eazy-E, BG Knocc Out, Kurupt, Daz Dillinger, Bleu Davinci ou encore Tookie. Il décide de se mettre au rap pour s'éloigner des problèmes de la rue.
Il est découvert en 2001 par Suge Knight de Death Row Records,, et signe au label G-Unit Records en 2005, après sa participation au tournage du clip Shorty Wanna Ride de 50 Cent. S'ensuit des collaborations sur différentes mixtapes signées G Unit / Whoo Kid. La même année, en 2005, Spider Loc et ses amis s'engagent dans un conflit avec le rappeur Yukmouth ; l'un de ses amis dérobe les bijoux de Yukmouth, que ce dernier récupérera par le biais d'une rançon.
Spider Loc publie sa première mixtape officielle, Bangadoshish, le 16 février 2006. Il en profite pour présenter de nouveaux talents tels que Snoopy Blue ou Kartoon. La même année, il est nommé le président du G-Unit West, un sous label de G-Unit Records, avec des artistes de West Coast. Il fonde également son propre label, Baymaac Music. Spider Loc fait également quelques apparitions remarquables dans la bande originale du film Get Rich or Die Tryin' en 2005, et sur l'album solo de Tony Yayo, Thoughts of a Predicate Felon. Il publie son premier album, West Kept Secret: The Prequel, le 11 septembre 2007 au label Baymaac Music. L'album est généralement bien accueilli par la presse spécialisée,.
En 2011, il collabore avec 40 Glocc pour la sortie de son album, The Graveyard Shift le 29 mars la même année.

## Discographie

### Albums studio
- 2007 : West Kept Secret: The Prequel
- 2008 : Da 1 U Love 2 Hate
- 2010 : B.A.Y.M.A.A.C.
- 2011 : The Graveyard Shift (avec 40 Glocc & DJ Drama)

### Mixtapes
- 2005 : Brainless: The Prequel
- 2005 : G-Unit Radio: Part 18 - Rags 2 Riches (DJ Whoo Kid)
- 2006 : Bangadoshish (DJ Whoo Kid)
- 2006 : Bangadoshish 2 (DJ Crash D with Papa Smurf)
- 2006 : Southwest Influence (DJ Flipcyde)
- 2006 : Connected (DJ Felli Fel)
- 2007 : Paroled (The Official Movie Mixtape w/ DJ Crash D)
- 2007 : Connected 2 (DJ Felli Fel & Nik Bean)
- 2007 : Global Warning (DJ Woogie)
- 2007 : Connected 3 (DJ Whoo Kid & DJ Crash D)
- 2008 : The King of RnB (Rapping and Banging) : Vol. 1 (DJ Crash D)
- 2008 : Connected 4 (DJ Whoo Kid & DJ Crash D)
- 2008 : The Best of Spider Loc: Volume 1 (DJ Whoo Kid)
- 2008 : Bangadoshish 3 (DJ Warrior & DJ Woogie)
- 2009 : Connected 5 (DJ Whoo Kid & DJ Crash D)
- 2009 : The King of RnB (Rapping and Banging): Vol. 2 (DJ Nina 9 & DJ Crash D)
- 2009 : Arachnophobia (Shadyville DJs)
- 2009 : Land of the Lost (DJ Crash D)
- 2009 : We on Top (DJ Crash D)
- 2009 : The King of RnB : Vol. 3
- 2009 : Reptible (Shadyville DJs)
- 2009 : Connected 6 (DJ Whoo Kid & DJ Crash D)
- 2009 : Jac´n 4 Beats (Gangsta Granny & DJ Crash D)
- 2010 : B.A.Y.M.A.A.C (DJ Crash D)
- 2011 : @ All Costs

### Collaborations
- 2006 : Life (Lloyd Banks featuring Spider Loc sur l'album Rotten Apple)
- 2006 : Stop Bitchin' (Mr. Criminal featuring Spider Loc sur l'album Stay on the Streets)
- 2005 : It Is What It Is (Tony Yayo featuring Spider Loc sur l'album Thoughts of a Predicate Felon)
- 2005 : Things Change (50 Cent featuring Lloyd Banks et Spider Loc sur l'album Get Rich or Die Tryin' Soundtrack
- 2005 : I Don't Know Officer (50 Cent featuring Prodigy, Lloyd Banks, Spider Loc & Ma$e sur l'album Get Rich or Die Tryin' Soundtrack